# Egyiptom az 1992. évi nyári olimpiai játékokon
Egyiptom a spanyolországi Barcelonában megrendezett 1992. évi nyári olimpiai játékok egyik részt vevő nemzete volt. Az országot az olimpián 13 sportágban 75 sportoló képviselte, akik érmet nem szereztek.

## Asztalitenisz
Férfi
| Versenyző                | Versenyszám | Csoportkör                                                                                        | Csoportkör | Nyolcaddöntő      | Negyeddöntő       | Elődöntő          | Döntő             | Helyezés |
| Versenyző                | Versenyszám | Ellenfél Eredmény                                                                                 | Hely.      | Ellenfél Eredmény | Ellenfél Eredmény | Ellenfél Eredmény | Ellenfél Eredmény | Helyezés |
| ------------------------ | ----------- | ------------------------------------------------------------------------------------------------- | ---------- | ----------------- | ----------------- | ----------------- | ----------------- | -------- |
| Ashraf Abdel Halim Helmy | Egyes       | C csoport · Jörgen Persson (SWE) · 0-2 · Matthew Syed (GBR) · 0-2 · Nicolas Chatelain (FRA) · 0-2 | 4.         | kiesett           | kiesett           | kiesett           | kiesett           | 49.      |

Női
| Versenyző     | Versenyszám | Csoportkör                                                                                           | Csoportkör | Nyolcaddöntő      | Negyeddöntő       | Elődöntő          | Döntő             | Helyezés |
| Versenyző     | Versenyszám | Ellenfél Eredmény                                                                                    | Hely.      | Ellenfél Eredmény | Ellenfél Eredmény | Ellenfél Eredmény | Ellenfél Eredmény | Helyezés |
| ------------- | ----------- | --- | ---------- | ----------------- | ----------------- | ----------------- | ----------------- | -------- |
| Nihal Meshref | Egyes       | L csoport · Valentina Popovová (EUN) · 0-2 · Hosino Mika (JPN) · 0-2 · Yolanda Rodríguez (CUB) · 2-0 | 3.         | kiesett           | kiesett           | kiesett           | kiesett           | 33.      |

## Birkózás
Kötöttfogású
| Versenyző                | Versenyszám | Csoportkör                                                          | Csoportkör | Helyosztók        | Helyosztók        | Helyosztók        | Bronz- mérkőzés   | Döntő             | Helyezés    |
| Versenyző                | Versenyszám | Csoportkör                                                          | Csoportkör | 9. helyért        | 7. helyért        | 5. helyért        | Bronz- mérkőzés   | Döntő             | Helyezés    |
| Versenyző                | Versenyszám | Ellenfél Eredmény                                                   | Hely.      | Ellenfél Eredmény | Ellenfél Eredmény | Ellenfél Eredmény | Ellenfél Eredmény | Ellenfél Eredmény | Helyezés    |
| ------------------------ | ----------- | ------------------------------------------------------------------- | ---------- | ----------------- | ----------------- | ----------------- | ----------------- | ----------------- | ----------- |
| Ahmed Ibrahim            | 62 kg       | B csoport · Bódi Jenő (HUN) · 0-6 · Luis Martínez (ESP) · 1-4       | 9.         | kiesett           | kiesett           | kiesett           | kiesett           | kiesett           | helyezetlen |
| Mohyeldin Ramada Hussain | 82 kg       | B csoport · Daniel Henderson (USA) · 0-4 · Farkas Péter (HUN) · 0-2 | 10.        | kiesett           | kiesett           | kiesett           | kiesett           | kiesett           | helyezetlen |
| Moustafa Ramada Hussain  | 90 kg       | B csoport · Maik Bullmann (GER) · 0-5 · Hassan Babak (IRI) · 1-2    | 7.         | kiesett           | kiesett           | kiesett           | kiesett           | kiesett           | helyezetlen |

## Cselgáncs
Férfi
| Versenyző      | Versenyszám  | Selejtező                         | 32-es főtábla                                    | Nyolcaddöntő      | Negyeddöntő       | Elődöntő          | Vigaszág első kör | Vigaszág nyolcaddöntő | Vigaszág negyeddöntő | Vigaszág elődöntő | Bronz- mérkőzés   | Döntő             | Helyezés |
| Versenyző      | Versenyszám  | Ellenfél Eredmény                 | Ellenfél Eredmény                                | Ellenfél Eredmény | Ellenfél Eredmény | Ellenfél Eredmény | Ellenfél Eredmény | Ellenfél Eredmény     | Ellenfél Eredmény    | Ellenfél Eredmény | Ellenfél Eredmény | Ellenfél Eredmény | Helyezés |
| -------------- | ------------ | --------------------------------- | ------------------------------------------------ | ----------------- | ----------------- | ----------------- | ----------------- | --------------------- | -------------------- | ----------------- | ----------------- | ----------------- | -------- |
| Ahmed El-Sayed | Légsúly      | Narinder Szingh (IND) · 0100-0000 | Csen Caj-liang (Chen Cailiang) (CHN) · 0000-0001 | kiesett           | kiesett           | kiesett           |                   |                       |                      |                   |                   |                   | 23.      |
| Aiman El-Shewy | Félnehézsúly | erőnyerő                          | Leonard White (USA) · 0000-1100                  | kiesett           | kiesett           | kiesett           |                   |                       |                      |                   |                   |                   | 21.      |

Női
| Versenyző  | Versenyszám | Selejtező                              | Nyolcaddöntő      | Negyeddöntő       | Elődöntő          | Vigaszág nyolcaddöntő | Vigaszág negyeddöntő | Vigaszág elődöntő | Bronz- mérkőzés   | Döntő             | Helyezés |
| Versenyző  | Versenyszám | Ellenfél Eredmény                      | Ellenfél Eredmény | Ellenfél Eredmény | Ellenfél Eredmény | Ellenfél Eredmény     | Ellenfél Eredmény    | Ellenfél Eredmény | Ellenfél Eredmény | Ellenfél Eredmény | Helyezés |
| ---------- | ----------- | -------------------------------------- | ----------------- | ----------------- | ----------------- | --------------------- | -------------------- | ----------------- | ----------------- | ----------------- | -------- |
| Heba Hefny | Nehézsúly   | Szvetlana Gundarenko (EUN) · 0000-1000 | kiesett           | kiesett           | kiesett           |                       |                      |                   |                   |                   | 20.      |

## Gyeplabda

### Férfi
| Egyiptomi férfi gyeplabdacsapat-játékoskeret | Egyiptomi férfi gyeplabdacsapat-játékoskeret |
| --- | --- |
| - Abdel Khlik Abou El-Yazi - Amro El-Sayed Mohamady - Amro El-Sayed Osman - Ashraf Shafik Gindy - Ehab Moustafa Mansour - Gamal Ahmed Abdulla - Gamal Amin Abdel Ghani - Gamal Fawzi Mohamed | - Hisham Moustafa Korany - Hussain Mohamed Hassan - Ibrahim Mahmoud Tawfik - Magdy Ahmed Abdullah - Mohamed El-Sayed Tantawy - Mohamed Samir Mohamed - Mohamed Sayed Abdulla - Wael Fahim Mostafa - Szövetségi kapitány: Mohie Eldin Saad Zaglool |

#### Eredmények
Csoportkör
A csoport
| Csapat               | M | Gy | D | V | G+ | G– | Gk  | P |
| -------------------- | - | -- | - | - | -- | -- | --- | - |
| Ausztrália (AUS)     | 5 | 4  | 1 | 0 | 20 | 2  | +18 | 9 |
| Németország (GER)    | 5 | 4  | 1 | 0 | 16 | 4  | +12 | 9 |
| Nagy-Britannia (GBR) | 5 | 3  | 0 | 2 | 7  | 10 | –3  | 6 |
| India (IND)          | 5 | 2  | 0 | 3 | 4  | 8  | –4  | 4 |
| Argentína (ARG)      | 5 | 1  | 0 | 4 | 3  | 12 | –9  | 2 |
| Egyiptom (EGY)       | 5 | 0  | 0 | 5 | 4  | 18 | –14 | 0 |

| 1992. július 26. 17:30 | Nagy-Britannia (GBR) | 2–0   | Egyiptom (EGY) | Játékvezetők: Mohamed Iqbal Bali (PAK) Adriano De Vecchi (ITA) |
| 1992. július 26. 17:30 | Hill 2               | (1–0) |                | Játékvezetők: Mohamed Iqbal Bali (PAK) Adriano De Vecchi (ITA) |

| 1992. július 28. 16:00 | Ausztrália (AUS)                   | 5–1   | Egyiptom (EGY)    | Játékvezetők: Peter Von Reth (NED) Santiago Valera (ESP) |
| 1992. július 28. 16:00 | Bodimeade 2 Birmingham Lewis Stacy | (2–1) | M. Ahmed Abdullah | Játékvezetők: Peter Von Reth (NED) Santiago Valera (ESP) |

| 1992. július 30. 16:00 | Egyiptom (EGY) | 0–1   | Argentína (ARG) | Játékvezetők: Nyikolaj Sztyepanov (RUS) Mohamed Iqbal Bali (PAK) |
| 1992. július 30. 16:00 |                | (0–0) | Ferrara         | Játékvezetők: Nyikolaj Sztyepanov (RUS) Mohamed Iqbal Bali (PAK) |

| 1992. augusztus 1. 9:45 | Németország (GER)                 | 8–2   | Egyiptom (EGY)    | Játékvezetők: Guillaume Langle (FRA) Alan Waterman (CAN) |
| 1992. augusztus 1. 9:45 | Becker 4 Fischer 2 Blunck Hilgers | (4–1) | G.Ahmed Abdulla 2 | Játékvezetők: Guillaume Langle (FRA) Alan Waterman (CAN) |

| 1992. augusztus 3. 17:30 | India (IND)           | 2–1   | Egyiptom (EGY)   | Játékvezetők: Mohamed Iqbal Bali (PAK) Guillaume Langle (FRA) |
| 1992. augusztus 3. 17:30 | Nandanúri Dzs. Szingh | (2–0) | G. Fawzi Mohamed | Játékvezetők: Mohamed Iqbal Bali (PAK) Guillaume Langle (FRA) |

A 9–12. helyért
| 1992. augusztus 5. 9:45 | Egyesített Csapat (EUN)   | 4–2   | Egyiptom (EGY)      | Játékvezetők: Christopher Todd (GBR) Adriano De Vecchi (ITA) |
| 1992. augusztus 5. 9:45 | Yulchiyev 2 Seksenbayev 2 | (2–2) | M. Ahmed Abdullah 2 | Játékvezetők: Christopher Todd (GBR) Adriano De Vecchi (ITA) |

A 11. helyért
| 1992. augusztus 7. 9:30 | Argentína (ARG)   | 7–3   | Egyiptom (EGY)                     | Játékvezetők: Heinz Wolter (GER) Raymond Prior (AUS) |
| 1992. augusztus 7. 9:30 | Ferrara 6 Geneyro | (5–2) | M. Ahmed Abdullah 2 G. Abdel Ghani | Játékvezetők: Heinz Wolter (GER) Raymond Prior (AUS) |

| Csapat         | Helyezés |
| -------------- | -------- |
| Egyiptom (EGY) | 12.      |

## Kézilabda

### Férfi
| Egyiptomi férfi kézilabdacsapat-játékoskeret                                                                                       | Egyiptomi férfi kézilabdacsapat-játékoskeret                                                                                    |
| --- | --- |
| - Hosam Abdallah - Ayman Abdel Hamid Soliman - Mohamed Abdel Mohamed - Ahmed Belal - Ahmed Debes - Ahmed El-Attar - Ahmed El-Awady | - Aser El-Kasaby - Khaled El-Kordy - Adel El-Sharkawy - Ashraf Mabrouk Awaad - Yasser Mahmoud - Gohar Mohamed - Amer Serageldin |

#### Eredmények
Csoportkör
B csoport
| Csapat                  | M | Gy | D | V | G+  | G–  | Gk  | P  |
| ----------------------- | - | -- | - | - | --- | --- | --- | -- |
| Egyesített Csapat (EUN) | 5 | 5  | 0 | 0 | 121 | 98  | +23 | 10 |
| Franciaország (FRA)     | 5 | 4  | 0 | 1 | 111 | 98  | +13 | 8  |
| Spanyolország (ESP)     | 5 | 3  | 0 | 2 | 97  | 98  | –1  | 6  |
| Románia (ROU)           | 5 | 1  | 1 | 3 | 107 | 115 | –8  | 3  |
| Németország (GER)       | 5 | 1  | 1 | 3 | 97  | 103 | –6  | 3  |
| Egyiptom (EGY)          | 5 | 0  | 0 | 5 | 92  | 113 | –21 | 0  |

| 1992. július 27. 10:00 | Románia (ROU) | 22–21   | Egyiptom (EGY) | Játékvezetők: Johansson, Kjellkvist (SWE) |
| 1992. július 27. 10:00 | Berbece 5     | (10–12) | Belal 6        | Játékvezetők: Johansson, Kjellkvist (SWE) |
| 1992. július 27. 10:00 |               |         |                | Játékvezetők: Johansson, Kjellkvist (SWE) |

| 1992. július 29. 19:00 | Egyiptom (EGY) | 18–23   | Spanyolország (ESP) | Játékvezetők: Noboru, Fusaji (JPN) |
| 1992. július 29. 19:00 | öt játékos 3   | (11–11) | Urdiales 9          | Játékvezetők: Noboru, Fusaji (JPN) |
| 1992. július 29. 19:00 |                |         |                     | Játékvezetők: Noboru, Fusaji (JPN) |

| 1992. július 31. 10:00 | Egyesített Csapat (EUN) | 22–18  | Egyiptom (EGY)       | Játékvezetők: Christensen, Jorgensen (DEN) |
| 1992. július 31. 10:00 | Dujsebajev 8            | (12–9) | El-Attar, Abdallah 4 | Játékvezetők: Christensen, Jorgensen (DEN) |
| 1992. július 31. 10:00 |                         |        |                      | Játékvezetők: Christensen, Jorgensen (DEN) |

| 1992. augusztus 2. 14:30 | Egyiptom (EGY) | 16–24  | Németország (GER) | Játékvezetők: Convents, Xhonneux (BEL) |
| 1992. augusztus 2. 14:30 | El-Attar 6     | (5–13) | Roos 7            | Játékvezetők: Convents, Xhonneux (BEL) |
| 1992. augusztus 2. 14:30 |                |        |                   | Játékvezetők: Convents, Xhonneux (BEL) |

| 1992. augusztus 4. 10:00 | Franciaország (FRA) | 22–19  | Egyiptom (EGY)         | Játékvezetők: Jug, Jeglic (SLO) |
| 1992. augusztus 4. 10:00 | Munier 8            | (10–7) | Abdel Mohamed, Debes 4 | Játékvezetők: Jug, Jeglic (SLO) |
| 1992. augusztus 4. 10:00 |                     |        |                        | Játékvezetők: Jug, Jeglic (SLO) |

A 11. helyért
| 1992. augusztus 7. 14:00 | Egyiptom (EGY) | 27–24 (h. u.) | Brazília (BRA)            | Játékvezetők: Amigo, Gonzalez (ESP) |
| 1992. augusztus 7. 14:00 | Y. Mahmoud 8   | (10–8, 19–19) | Nascimento, Carnasciali 5 | Játékvezetők: Amigo, Gonzalez (ESP) |
| 1992. augusztus 7. 14:00 |                |               |                           | Játékvezetők: Amigo, Gonzalez (ESP) |

| Csapat         | Helyezés |
| -------------- | -------- |
| Egyiptom (EGY) | 11.      |

## Labdarúgás
| Kolumbiai férfi labdarúgócsapat-játékoskeret | Kolumbiai férfi labdarúgócsapat-játékoskeret |
| --- | --- |
| - Ahmed El-Sayed El-Noamany - Akel Gadallah - Amer Hadidi El-Manzalawi - Hady Khashba - Haysam Abouelw - Ibrahim El-Masry - Khaled El-Ghandour - Mohamed Abdelrazik - Mohamed Salah Ibrahim | - Moustafa Ibrahim - Moustafa Sadek - Nader El-Sayed Ibrahim - Sami El-Sheshini - Tamer Abdel Hamid - Tawfik Sakr - Yasser Anwar Rayan - Yehia Nabil - Szövetségi kapitány: Mahmoud Abdel Kader |

### Eredmények
Csoportkör
B csoport
| Csapat              | M | Gy | D | V | Rg | Kg | Gk | P |
| ------------------- | - | -- | - | - | -- | -- | -- | - |
| Spanyolország (ESP) | 3 | 3  | 0 | 0 | 8  | 0  | +8 | 6 |
| Katar (QAT)         | 3 | 1  | 1 | 1 | 2  | 3  | –1 | 3 |
| Egyiptom (EGY)      | 3 | 1  | 0 | 2 | 4  | 6  | –2 | 2 |
| Kolumbia (COL)      | 3 | 0  | 1 | 2 | 4  | 9  | –5 | 1 |

| 1992. július 24. 20:00 |

| Egyiptom (EGY) | 0–1               | Katar (QAT)   |
| -------------- | ----------------- | ------------- |
|                | (0–0) Jegyzőkönyv | Noorallah 75' |

| Estadio Nova Creu Alta, Sabadell Nézőszám: 2 000 Játékvezető: Don (angol) |

| 1992. július 27. 21:00 |

| Spanyolország (ESP)     | 2–0               | Egyiptom (EGY)  |
| ----------------------- | ----------------- | --------------- |
| Solozábal 55' Soler 70' | (0–0) Jegyzőkönyv | Abdel Hamid 17′ |

| Estadio Luis Casanova, Valencia Nézőszám: 15 000 Játékvezető: Márcio Rezende (brazil) |

| 1992. július 29. 19:00 |

| Kolumbia (COL)             | 3–4               | Egyiptom (EGY)                                |
| -------------------------- | ----------------- | --------------------------------------------- |
| Gaviria 8' 83' Pacheco 14' | (2–1) Jegyzőkönyv | Abdelrazik 27' El-Masry 48' Khashba 90' 90+1' |

| Estadio Nova Creu Alta, Sabadell Nézőszám: 4 500 Játékvezető: Búdzsszajm (egyesült arab emírségekbeli) |

| Csapat         | Helyezés |
| -------------- | -------- |
| Egyiptom (EGY) | 12.      |

## Lovaglás
Díjugratás
| Versenyző            | Ló       | Versenyszám | Selejtező | Selejtező | Selejtező | Selejtező | Selejtező | Selejtező | Selejtező  | Selejtező  | Döntő   | Döntő   | Döntő   | Döntő   | Végeredmény | Végeredmény |
| Versenyző            | Ló       | Versenyszám | 1. kör    | 1. kör    | 2. kör    | 2. kör    | 2. kör    | 3. kör    | Összesítés | Összesítés | 1. kör  | 1. kör  | 2. kör  | 2. kör  | Végeredmény | Végeredmény |
| Versenyző            | Ló       | Versenyszám | Pont      | Hely.     | Pont      | Össz.     | Hely.     | Pont      | Pont       | Hely.      | Bünt.   | Hely.   | Bünt.   | Hely.   | Pont/Bünt   | Helyezés    |
| -------------------- | -------- | ----------- | --------- | --------- | --------- | --------- | --------- | --------- | ---------- | ---------- | ------- | ------- | ------- | ------- | ----------- | ----------- |
| André Salah Sakakini | Get Away | Egyéni      | 27,00     | 61.       | 12,00     | 39,00     | 74.       | 54,00     | 93,00      | 60.        | kiesett | kiesett | kiesett | kiesett | 93,00       | 60.         |

## Ökölvívás
| Versenyző       | Versenyszám   | Selejtező                                | Nyolcaddöntő      | Negyeddöntő       | Elődöntő          | Döntő             | Helyezés |
| Versenyző       | Versenyszám   | Ellenfél Eredmény                        | Ellenfél Eredmény | Ellenfél Eredmény | Ellenfél Eredmény | Ellenfél Eredmény | Helyezés |
| --------------- | ------------- | ---------------------------------------- | ----------------- | ----------------- | ----------------- | ----------------- | -------- |
| Moustafa Esmail | Légsúly       | Cshö Csholszu (Choi Chol-su) (PRK) · 4-7 | kiesett           | kiesett           | kiesett           | kiesett           | 17.      |
| Emil Rizk       | Könnyűsúly    | Ronald Chavez (PHI) · 10-18              | kiesett           | kiesett           | kiesett           | kiesett           | 17.      |
| Salim Kbary     | Nagyváltósúly | Leonidas Maleckis (LTU) · 6-13           | kiesett           | kiesett           | kiesett           | kiesett           | 17.      |

## Öttusa
| Versenyző                                            | Versenyszám | Vívás    | Vívás | Vívás  | Úszás  | Úszás | Úszás | Lövészet | Lövészet | Lövészet | Futás   | Futás | Futás | Lovaglás | Lovaglás | Lovaglás | Összesen    | Összesen |
| Versenyző                                            | Versenyszám | Pontszám | Pont  | Hely.  | Idő    | Pont  | Hely. | Eredmény | Pont     | Hely.    | Idő     | Pont  | Hely. | Idő      | Pont     | Hely.    | Összes pont | Helyezés |
| ---------------------------------------------------- | ----------- | -------- | ----- | ------ | ------ | ----- | ----- | -------- | -------- | -------- | ------- | ----- | ----- | -------- | -------- | -------- | ----------- | -------- |
| Moustafa Adam                                        | Egyéni      | 36-29    | 830   | 18.*** | 3:35,8 | 1148  | 57.   | 189      | 1105     | 12.***   | 14:37,4 | 934   | 57.*  | 1:36,0   | 1040     | 14.      | 5057        | 34.      |
| Mohamed Abdou El-Souad                               | Egyéni      | 26-39    | 660   | 53.*   | 3:45,5 | 1068  | 64.   | 193      | 1165     | 4.       | 13:52,8 | 1069  | 40.   | 1:38,3   | 960      | 34.      | 4922        | 44.      |
| Sherif El-Erian                                      | Egyéni      | 25-40    | 643   | 55.**  | 3:34,6 | 1156  | 55.   | 176      | 910      | 56.      | 14:42,1 | 919   | 60.   | 1:42,4   | 910      | 40.      | 4538        | 60.      |
| Moustafa Adam Mohamed Abdou El-Souad Sherif El-Erian | Csapat      |          | 2133  | 15.    |        | 3372  | 17.   |          | 3180     | 6.       |         | 2922  | 15.   |          | 2910     | 5.       | 14517       | 14.      |

* - egy másik versenyzővel azonos eredményt/időt ért el

** - három másik versenyzővel azonos eredményt ért el

*** - négy másik csapattal azonos eredményt ért el

## Sportlövészet
Férfi
| Versenyző        | Versenyszám    | Selejtező | Selejtező | Döntő   | Döntő    |
| Versenyző        | Versenyszám    | Pont      | Helyezés  | Pont    | Helyezés |
| ---------------- | -------------- | --------- | --------- | ------- | -------- |
| Tarek Zaki Riadh | Légpisztoly    | 569       | 39.**     | kiesett | kiesett  |
| Tarek Zaki Riadh | Szabadpisztoly | 556       | 16.**     | kiesett | kiesett  |

Nyílt
| Versenyző        | Versenyszám | Selejtező | Selejtező | Elődöntő | Elődöntő | Döntő   | Döntő    |
| Versenyző        | Versenyszám | Pont      | Helyezés  | Pont     | Helyezés | Pont    | Helyezés |
| ---------------- | ----------- | --------- | --------- | -------- | -------- | ------- | -------- |
| Tarek Sabet      | Trap        | 127       | 52.*      | kiesett  | kiesett  | kiesett | kiesett  |
| Sherif Saleh     | Trap        | 139       | 33.****   | kiesett  | kiesett  | kiesett | kiesett  |
| Mohamed Khorshed | Skeet       | 144       | 33.*****  | kiesett  | kiesett  | kiesett | kiesett  |
| Khaled Sabet     | Skeet       | 140       | 51.***    | kiesett  | kiesett  | kiesett | kiesett  |

* - egy másik versenyzővel azonos eredményt ért el

** - két másik versenyzővel azonos eredményt ért el

*** - három másik versenyzővel azonos eredményt ért el

**** - öt másik versenyzővel azonos eredményt ért el

***** - nyolc másik versenyzővel azonos eredményt ért el

## Súlyemelés
| Versenyző            | Versenyszám | Szakítás                 | Szakítás                 | Lökés                    | Lökés                    | Összesen | Helyezés |
| Versenyző            | Versenyszám | Eredmény                 | Helyezés                 | Eredmény                 | Helyezés                 | Összesen | Helyezés |
| -------------------- | ----------- | ------------------------ | ------------------------ | ------------------------ | ------------------------ | -------- | -------- |
| Moustafa Allozy      | 75 kg       | 135,0                    | 26.                      | érvényes kísérlet nélkül | érvényes kísérlet nélkül | kiesett  | kiesett  |
| Hamdy Basiony Hassan | 75 kg       | 142,5                    | 17.                      | 177,5                    | 17.                      | 320,0    | 18.      |
| Mahmoud Mahgoub      | 90 kg       | 150,0                    | 14.*                     | 180,0                    | 17.                      | 330,0    | 16.      |
| Ibrahim El-Bakh      | 110 kg      | érvényes kísérlet nélkül | érvényes kísérlet nélkül | kiesett                  | kiesett                  | kiesett  | kiesett  |
| Reda El-Batoty       | +110 kg     | 160,0                    | 17.                      | 200,0                    | 14.                      | 360,0    | 15.      |

* - egy másik versenyzővel azonos eredményt ért el

## Úszás
Férfi
| Versenyző        | Versenyszám | Előfutam | Előfutam | Előfutam | Döntő   | Döntő   | Döntő   | Helyezés |
| Versenyző        | Versenyszám | Idő      | Hely.    | Össz.    | Típus   | Idő     | Hely.   | Helyezés |
| ---------------- | ----------- | -------- | -------- | -------- | ------- | ------- | ------- | -------- |
| Mohamed El-Azoul | 50 m gyors  | 23,87    | 3.*      | 37.*     | kiesett | kiesett | kiesett | kiesett  |
| Mohamed El-Azoul | 100 m gyors | 53,31    | 4.       | 52.      | kiesett | kiesett | kiesett | kiesett  |

Női
| Versenyző     | Versenyszám | Előfutam | Előfutam | Előfutam | Döntő   | Döntő   | Döntő   | Helyezés |
| Versenyző     | Versenyszám | Idő      | Hely.    | Össz.    | Típus   | Idő     | Hely.   | Helyezés |
| ------------- | ----------- | -------- | -------- | -------- | ------- | ------- | ------- | -------- |
| Rania El-Wani | 50 m gyors  | 27,20    | 2.       | 32.      | kiesett | kiesett | kiesett | kiesett  |
| Rania El-Wani | 100 m gyors | 58,82    | 1.       | 30.      | kiesett | kiesett | kiesett | kiesett  |
| Rania El-Wani | 200 m gyors | 2:08,93  | 5.       | 31.      | kiesett | kiesett | kiesett | kiesett  |
| Rania El-Wani | 100 m hát   | 1:10,12  | 6.       | 45.      | kiesett | kiesett | kiesett | kiesett  |

* - egy másik versenyzővel azonos időt ért el

## Vívás
Férfi
| Versenyző      | Versenyszám | Csoportkör | Csoportkör | Selejtező                                   | 32-es főtábla     | Egyenes ág a negyeddöntőért | Egyenes ág a negyeddöntőért | Vigaszág a negyeddöntőért | Vigaszág a negyeddöntőért | Vigaszág a negyeddöntőért | Vigaszág a negyeddöntőért | Negyeddöntő       | Elődöntő          | Döntő             | Helyezés |
| Versenyző      | Versenyszám | Csoportkör | Csoportkör | Selejtező                                   | 32-es főtábla     | 1. kör                      | 2. kör                      | 1. kör                    | 2. kör                    | 3. kör                    | 4. kör                    | Negyeddöntő       | Elődöntő          | Döntő             | Helyezés |
| Versenyző      | Versenyszám | Ellenfél Eredmény | Hely.      | Ellenfél Eredmény                           | Ellenfél Eredmény | Ellenfél Eredmény           | Ellenfél Eredmény           | Ellenfél Eredmény         | Ellenfél Eredmény         | Ellenfél Eredmény         | Ellenfél Eredmény         | Ellenfél Eredmény | Ellenfél Eredmény | Ellenfél Eredmény | Helyezés |
| -------------- | ----------- | --- | ---------- | ------------------------------------------- | ----------------- | --------------------------- | --------------------------- | ------------------------- | ------------------------- | ------------------------- | ------------------------- | ----------------- | ----------------- | ----------------- | -------- |
| Maged Abdallah | Tőr, egyéni | 8. csoport · Joachim Wendt (AUT) · 2-5 · Mauro Numa (ITA) · 3-5 · José Francisco Guerra (ESP) · 5-3 · Tang Kvóng-hou (Tang Kwong Hau) (HKG) · 5-2 · Adam Krzesiński (POL) · 2-5 | 3.*        | Vang Haj-pin (Wang Haibin) (CHN) · 4-6, 3-5 | kiesett           | kiesett                     | kiesett                     | kiesett                   | kiesett                   | kiesett                   | kiesett                   | kiesett           | kiesett           | kiesett           | 41.      |

* - egy másik versenyzővel azonos eredményt ért el